# Beisa
El beisa (Oryx beisa) és un antílop africà que viu a les estepes i zones semidesèrtiques de la Banya d'Àfrica i d'algunes zones de Tanzània. Alguns taxonomistes consideren que el beisa no és una espècie, sinó una subespècie de l'Òrix del Cap (Oryx gazella).